# René Pêtre

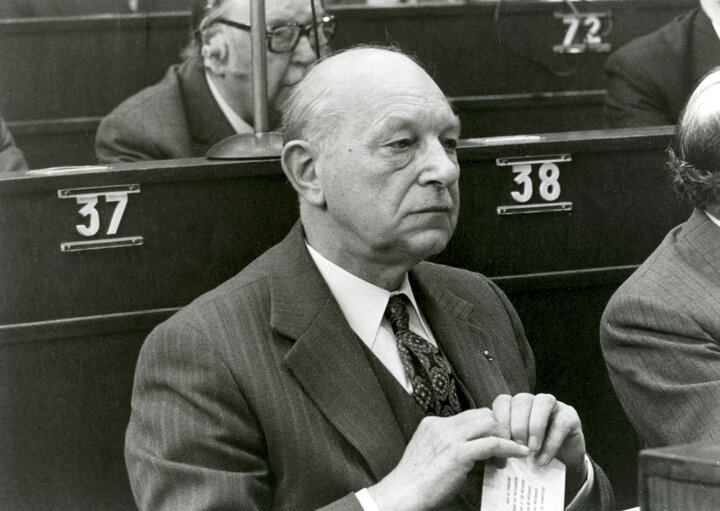
René Pêtre in maart 1975 in het Europees Parlement

René Pêtre (Ghlin, 5 juni 1911 - La Louvière, 27 december 1976) was een Belgisch politicus voor de PSC.

## Biografie
Pêtre werd beroepshalve mijnwerker en was tevens actief als syndicalist. Zo was hij actief in de Centrale des francs mineurs, waar hij van 1934 tot 1940 bestendig afgevaardigde en van 1946 tot 1954 secretaris-generaal was, en in de Centrale der Vrije Mijnwerkers, waarvan hij van 1945 tot 1954 de nationaal secretaris was. Van 1964 tot 1968 was hij tevens de voorzitter van het Nationaal Pensioenfonds voor Mijnwerkers.
Hij werd politiek actief voor de PSC en zetelde voor deze partij van 1954 tot aan zijn dood in 1976 voor het arrondissement Zinnik in de Kamer van volksvertegenwoordigers, waar hij van 1958 tot 1968 PSC-fractieleider was. Bovendien was hij van 1957 tot 1960 lid van de Raadgevende Interparlementaire Beneluxraad en van 1961 tot 1968 en van 1972 tot 1976 zetelde hij eveneens in het Europees Parlement, waar hij van 1972 tot 1975 fractieleider van de christendemocraten was.
Van 1958 tot aan zijn dood in 1976 was hij ook gemeenteraadslid van La Louvière. Bovendien was hij van 1968 tot 1972 minister van Openbaar Ambt in de regering-G. Eyskens IV.